# Сокорсо (Перуђа)
Сокорсо је насеље у Италији у округу Перуђа, региону Умбрија.
Према процени из 2011. у насељу је живело 909 становника. Насеље се налази на надморској висини од 236 м.